# الهه عشق
الهه عشق (ایتالیایی: La Venere di Cheronea) یک فیلم ماجراجویی به کارگردانی فرناندو چرکیو است که در سال ۱۹۵۷ منتشر شد.

## بازیگران
- بلیندا لی
- ماسیمو جیروتی
- ژاک سرنا
- کلودیو گورا
- الی پاروو
- کامیلو پیلوتو
- انتسو فی‌یرمونته
- ماریا فرائو
- لوئیجی تسی